# 艺人

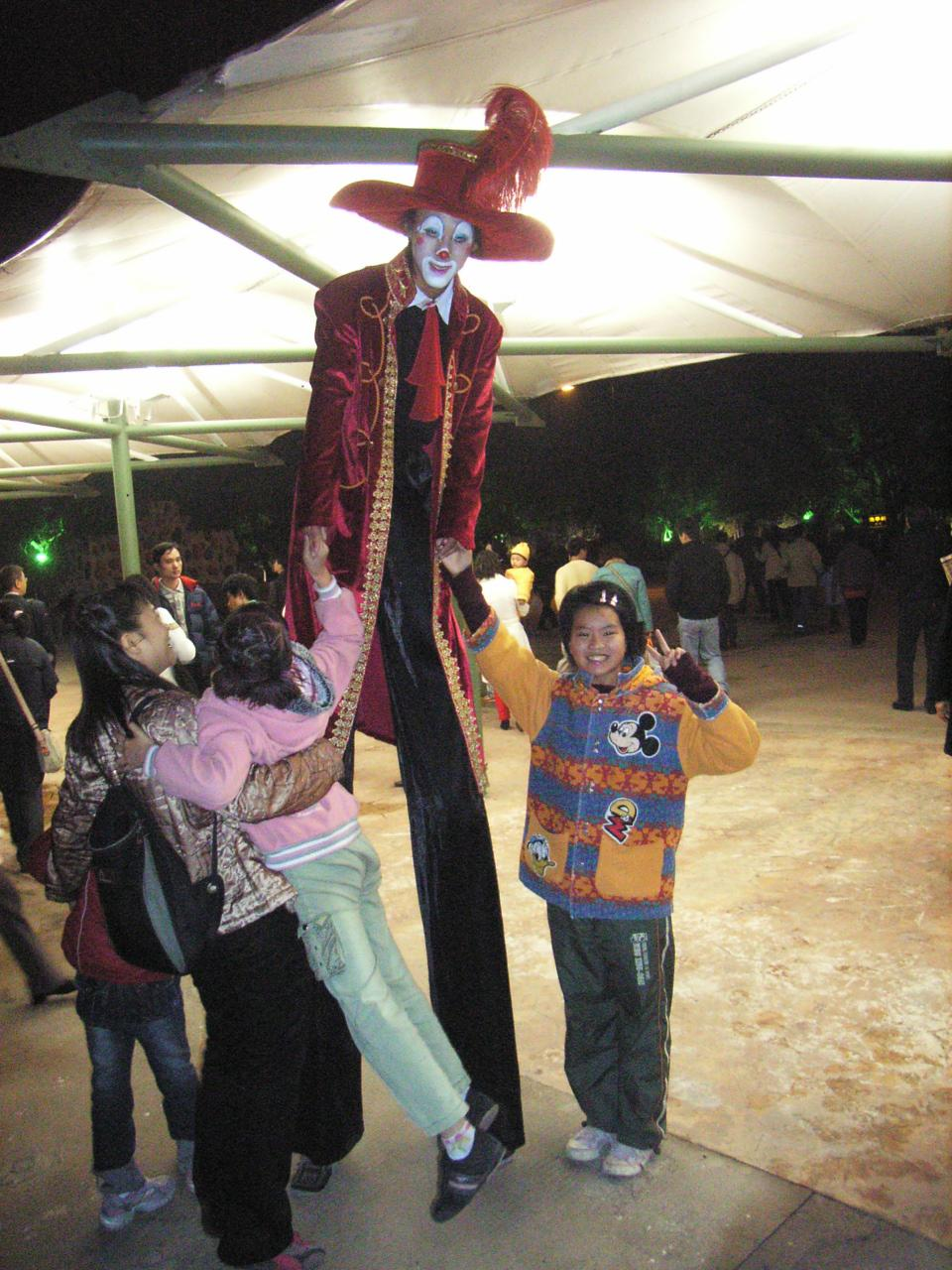
在遊樂園中表演雜技的藝人。

藝人，是對從事演藝表演工作者的統稱，是利用自己本身的技藝與才能來娛樂他人，以賺取報酬之職業的總稱。現代多用來指稱娛樂圈的演藝表演者，包括演員、歌手、模特兒、主持人、舞者、配音員等，有時還包括幕後的演藝工作者（監製、導演、編劇、音樂創作人、製作人等）、街頭藝人及網路紅人。

## 地區差異
在中國大陸，職業的演藝人與文化人同屬「文化與藝術工作者」（文藝工作者）範疇，而那些非職業的則稱藝人。
日語的「藝人」與中文也不相同，該詞常用於特指搞笑藝人這樣純粹娛樂大眾的職業。廣義的表演藝人則習慣稱作「藝能人」，相當於漢語的「演藝人員」一詞。
藝人中的歌手一職，在日本也會直接稱作「藝術家」（アーティスト）或「偶像」（アイドル）。其中會被中文媒體翻譯成「藝人」，但在日本，演員、模特、主持人等單純表演人士並不被稱作或算作。

## 古代和現代的差異

### 古代
在中國古代，對藝人的稱呼有優伶、俳優、倡優、倡伎、伶人等。
女性藝人給人的印象多數是屬於一種低賤、不好的職業，因為「妓」是包含歌妓、藝妓、舞妓、色妓的統稱，娼妓本作「倡伎」，後專指女性性工作者，然而事實上色妓與其他靠技藝維生的歌妓、藝妓、舞妓等藝人是有區別的，意義完全不同，不能混為一談。古代有名的舞妓（舞者）有趙飛燕、謝阿蠻等。古代出眾的歌妓（女歌手）有何滿子、許永新、張紅紅、李師師、陳圓圓等。近代又稱女歌手為歌女。
表演戲劇的工作者也都是屬於藝人，生、旦、淨、末、丑（現已將生、末合併為生）都是專門於表演的演員。而自古以來各地戲劇甚至各國的戲劇都有不同的觀感與職鍾，有些屬於表演家者雖然都是以表演技藝為主，但其實嚴格上來說卻也沒人說他們是藝人。

### 現代
現代娛樂界的發展，令藝人這個稱呼變得更廣。為了增加知名度以獲取更多報酬和機遇，演員、歌手等從事娛樂事業的人士不只在自己擅長的領域發展，而是向多方面發展，加上娛樂公司等亦尋求拓展市場，界線便因此變得模糊。由於如今歌手不一定只唱歌，有時也可能會演舞台劇、電影及電視劇，甚至出書；而演員也可能不只從事戲劇的演出工作，還出唱片或拍攝影專輯。因此為了統一稱號，昔日狹義專指演藝人員的「藝人」一詞，便被用作統稱這些娛樂工作者，令藝人這個稱呼變得中性化。
現代資訊傳播的進步，利用電視、電影等的放映媒介，藝人已經不再是侷限於某地區或是某國家。而表演的內容更是千變萬化，各式各樣。科技的發達，電腦與網路的進步，甚至還出現了只靠不同的包裝而隱藏自己真實身份的網路藝人，以及完全出自於創作出來的動畫中的虛擬藝人。
藝人的社會地位，隨著社會開放和現代化，社會價值觀改變，如今已成為一項重要行業，並廣受注目，傑出藝人並備受社會風靡和尊崇，甚而引領流行風尚。

### 引用
1. ↑  . 中國新聞網.   [2013-01-30]. （原始内容存档于2021-04-03）.